# زرغري (مقاطعة دشتي)
زرغري (بالفارسية: زرگری) هي قرية تقع في إيران في قسم مركزي الريفي.